# Cratere Berosus
Berosus è un cratere lunare di 75,24 km situato nella parte nord-orientale della faccia visibile della Luna.
Il cratere è dedicato all'astronomo babilonese Berosso.

## Crateri correlati
Alcuni crateri minori situati in prossimità di Berosus sono convenzionalmente identificati, sulle mappe lunari, attraverso una lettera associata al nome.
| Berosus | Coordinate            | Diametro (in km) |
| ------- | --------------------- | ---------------- |
| A       | 33°08′24″N 68°04′48″E | 11,31            |
| F       | 34°00′00″N 66°31′48″E | 22,15            |
| K       | 32°11′24″N 70°53′24″E | 8,17             |